# Почётные граждане Грозного

Нагрудный знак к званию «Почётный гражданин города Грозного»
(с 2010 года)

Звание «Почётный гражданин города Грозного» является высшим знаком признательности жителей города к лицам, внесшим выдающийся вклад в развитие и процветание столицы Чечни, её народного хозяйства, социально-культурной и духовной сферы, чья государственная, трудовая, политическая, общественная, научная, творческая деятельность получила признание грозненцев. Звание присваивается не чаще одного раза в два года и не более чем одному жителю города. Награда была учреждена в 1967 году.

## Список лиц, удостоенных званияПочётный гражданин города Грозный
1. Абдурахманов, Дукуваха Баштаевич (1956—2015) — российский государственный деятель, председатель Парламента Чеченской Республики[1].
2. Алханов, Руслан Шахаевич (1962) — генерал-полковник полиции, кандидат юридических наук[2].
3. Бабуков, Владимир Георгиевич (1916—2004) — главный инженер нефтегазодобывающего управления «Старогрознефть» объединения «Грознефть», Герой Социалистического Труда[3].
4. Брыксин, Евгений Васильевич (1916) — член Чечено-Ингушского обкома КПСС, депутат горсовета и Верховного Совета Чечено-Ингушской АССР, кавалер многих орденов и медалей СССР[4].
5. Гапуров, Шахрудин Айдиевич (1951) — российский учёный, доктор исторических наук, профессор, академик и президент Академии наук Чеченской Республики[5].
6. Грушевой, Константин Степанович (1906—1982) — первый секретарь Днепродзержинского горкома партии, а затем секретарь Днепропетровского областного комитета ВКП(б) Украины. Во время Великой Отечественной войны — один из организаторов обороны Грозного и Кавказа[4].
7. Даудов, Магомед Хожахмедович (1980) — российский военный и политический деятель чеченского происхождения. Первый заместитель Председателя Правительства ЧР по силовому блоку, руководитель Администрации Главы и Правительства ЧР, Председатель Парламента ЧР III созыва и IV созыва[6].
8. Зайналабдиев, Валид — руководитель регионального исполнительного комитета Чеченского регионального отделения партии «Единая Россия»[7].
9. Зязиков, Мурат Магометович (1957) — российский государственный деятель, президент Республики Ингушетия, генерал-лейтенант[8].
10. Иоаннисиани, Григорий Зиновьевич (1888—1973) — революционер, большевик. После Февральской революции был избран в Грозненскую городскую думу. Председатель ревкома Грозного, участник Стодневных боёв[4].
11. Исраилова, Сацита Магомедовна — директор Национальной библиотеки Чеченской Республики, член Союза художников Чечни, член Общественной палаты Чеченской Республики, Заслуженный работник культуры Чечни[9].
12. Киндаров, Заур Баронович (1964—2021) — нейрохирург, Заслуженный врач Чечни (2012) и Ингушетии (2008), проректор Чеченского государственного университета, доктор медицинских наук[10].
13. Комаров, Владимир Михайлович (1927—1967) — лётчик-космонавт СССР, инженер-полковник, дважды Герой Советского Союза[4].
14. Кусаев, Адиз Джабраилович (1938) — поэт, писатель, журналист, член Союза журналистов СССР, член Союза журналистов России, член Союза писателей СССР, член Союза писателей России, Заслуженный работник культуры Чечено-Ингушской АССР[11].
15. Лебедев, Валентин Витальевич (1942) — советский космонавт, учёный. Дважды Герой Советского Союза. Член-корреспондент РАН[4].
16. Нухажиев, Нурди Садиевич (1955) — омбудсмен в Чеченской Республике[12].
17. Рябов, Александр Михайлович — буровик, один из зачинателей стахановского движения в Чечне, член обкома КПСС, депутат Верховного Совета Чечено-Ингушской АССР, делегат XVII и XVIII съездов партии, VIII Чрезвычайного съезда Советов[4].
18. Нурмагомедов, Хабиб Абдулманапович (1988) — боец смешанных боевых искусств, выступающий под эгидой UFC[13].
19. Хаджиев, Шамсудин Магомедович (1930—2005) — строитель, общественный деятель, Герой Социалистического Труда[14].
20. Хазбулатов, Бекхан Абусупьянович (1953) — советский и российский учёный, общественный и политический деятель, доктор филологических наук, ректор Чеченского педагогического университета, Заслуженный деятель науки Чеченской Республики.
21. Хизриев, Заур Хайдарович (1978) — глава Грозного[15].
22. Хучиев, Муслим Магомедович (1971) — председатель правительства Чеченской республики